# سوزا
سوزا شهری از توابع بخش شهاب شهرستان قشم در استان هرمزگان واقع در جنوب ایران است.
«شهر سوزا» در ۳۹ کیلومتری جنوب غربی شهرستان قشم واقع شده‌است ، و در موقعیتی ساحلی قرار گرفته و تنگه معروف و استراتژیکی هرمز در محدوده آن واقع است. دره‌های موسوم به تنگ کلمادون و تنگ لرد در دو کیلو متری شمال غربی سوزا قرار دارند که آبریز هر دو با هم یکی شده و به خلیج فارس می‌ریزند ، همچنین تنگ چیرا در شمال این شهر قرار دارد . این شهر سابقه وسیعی در تجارت دریایی در دوران باستان داشته و محدوده تجارت دریایی آن‌ها سواحل آفریقا ، خلیج عدن ، پاکستان ، هندوستان و کشورهای خلیج فارس هست آثار به جا مانده از گمرک قدیمی و انبارهای کالا در سواحل این شهر یکی از بارزترین شواهد می‌باشد .مردم سوزا از قبیله شیزاوی و شوزاوی و الجسمی هستند.

## پوشش گیاهی وحیات و حش
آب و هوای سوزا، گرم و خشک ساحلی است وجود دره‌ها، تنگ‌ها، پوشش گیاهی، حیات و حش و پرندگان دریایی از عناصر جذاب طبیعی این شهر محسوب می‌شوند.
مهم‌ترین آثار تاریخی به جا مانده در نزدیکی این شهر ، گمرک قدیمی این شهر ، 
«سدلیت یا خالصی» در چهار کیلومتری شمال غرب شهر دیرستان و «سدگوران» در جنوب روستای گوران متعلق به دورهٔ ساسانیان است که در مجاورت سوزا قرار دارند.

## جمعیت
جمعیت شهر سوزا طبق سرشماری عمومی نفوس و مسکن در سال 1395 ، برابر با 5707 نفر بوده‌است .مردم بومی از اهل سنت می باشند. نژاد آنان عرب ایرانی است و به زبان عربی خلیجی صحبت می کنند. بسیاری از مردم توانایی صحبت به زبان فارسی نیز دارند.

## مکان های دیدنی شهر سوزا
- پارک ساحلی و ساحل با ماسه‌های طلایی
- ساختمان قدیمی گمرگ شهر سوزا و اسکه قدیمی پُسابندر
- نخلستانهای کلمادون ، لرد ، چیرا ، گزدون ، بنه گردن و ... که در فصل زمستان سرسبز می شوند و به مکان گردشگری عالی تبدیل می شود .
- اقامتگاه های سنتی و بومگردی همچون کلبه کهن، گُفاره، خانه دوست، موج، لرد، مون و ...